# رقص الأكرو

رقص الأكرو

الرقص البهلواني هو نوع من الرقص يجمع بين الرقص التقليدي والحركات البهلوانية، وهي تحديًا خاصًا لأنه يتطلب أن التدريب على الرقص والمهارات البهلوانية. والراقصين يجب أن يكونوا في الحالة بدنية ممتازة وتعد من الرقصات الراقية ودوما ما تقدم في العروض الكبيرة.

## معرض صور